# Mette Tranborg
Mette Tranborg (Aarhus, 1996. január 1. –) junior világbajnok, Európa-bajnoki bronzérmes és felnőtt világbajnoki-és olimpiai bronzérmes dán válogatott kézilabdázó, jobbátlövő, a dán élvonalbeli és a Bajnokok Ligájában szereplő Team Esbjerg játékosa.

## Pályafutása
Tranborg 16 évesen kezdte kézilabda pályafutását szülővárosában, az SK Århus csapatában. Itt 5 évet töltött. 2017-ben 3 szezonra aláírt a dán első osztályú Odense Håndbold együttesébe. 2020. nyarától a szintén dán élvonalbeli és a Bajnokok Ligájában szereplő Team Esbjerg játékosa.
Tranborg is szerepelt már a dán junior válogatottban is. Tagja volt a 2012-es dán junior világbajnok csapatnak. A 2013-as junior Európa-bajnokságra is nevezve volt, ahol végül bronzérmes lett a dán junior válogatottal. Felnőtt szinten 2014-től szerepel a dán válogatottban. Eddigi legnagyobb sikere az Európa-bajnoki 4. hely, amit 2016-ban és 2020-ban ért el a felnőtt válogatottal. Még nagyobb sikerei a 2015-ös és a 2017-es világbajnoki 6. helyei. Egyéni elismerése: a 2020-as Európa-bajnokság dán-svéd meccsén ő lett a meccs embere.